# تاكوتو ياسووكا
تاكوتو ياسووكا (باليابانية: 安岡拓斗) هو لاعب كرة قدم ياباني في مركز الوسط، ولد في 29 أكتوبر 1996 في كاوانيشي في اليابان. لعب مع نادي أو إف كيه بيوغراد.

## وصلات خارجية
- تاكوتو ياسووكا على موقع اتحاد السويد (السويدية)
- تاكوتو ياسووكا على موقع قاعدة بيانات كرة القدم.إي يو (الإنجليزية)
- تاكوتو ياسووكا على موقع Soccerway.com (الإنجليزية)